# اتحاد جامايكا لكرة القدم
تأسس اتحاد جاميكا لكرة القدم (بالإنجليزية: Jamaica Football Federation)‏ في عام 1910م وانضم إلى الإتحاد الدولي لكرة القدم في 1962م وإنضم إلى اتحاد أمريكا الشمالية لكرة القدم في 1965م.

## روابط إضافية
- الموقع الرسمي (بالإنجليزية)
- Jamaica at the FIFA website.